# Гуглізм
Гуглі́зм — вебдодаток, який запитував текст у Google і відображав різні способи використання терміна серед результатів. Сенс полягав у тому, щоб набрати слово та подивитися, що Google «думає» про це слово. «Він аналізує результати пошуку Google, вилучаючи оракулярні шматки мудрості, як-от „Дік Чейні ще не помер“. Як описано на його домашньому вебсайті: „У результатах Google містяться тисячі ваших думок і думок про тисячі різних теми, людей, імена, речі та місця, ми просто виконуємо пошук у Google і повідомляємо вам, що власники вебсайтів думають про запропоновану вами назву чи тему.“» Googleism створили Пол Черрі та Кріс Мортон. Сайт був представлений у PCMag .com, About.com і ZDNet.com.